# Antonio Somellera
Antonio Somellera fue un destacado marino y pintor argentino del siglo XIX, que combatió en la guerra con el Imperio del Brasil, las Guerras civiles argentinas y el conflicto con el Paraguay.

## Biografía
Antonio Somellera nació en la ciudad de Buenos Aires el 14 de junio de 1812, hijo de Pedro Alcántara de Somellera y Gutiérrez, héroe de las Invasiones Inglesas y de la independencia del Paraguay, doctor en leyes de la Universidad de Córdoba y titular de derecho civil en la Universidad de Buenos Aires, y de Telésfora Pinazo.
En 1822 concurrió a la Escuela de Dibujo de la Universidad de Buenos Aires.
El 5 de agosto de 1828, durante la Guerra del Brasil, y contando con 15 años de edad, se incorporó como aspirante al bergantín General Rondeau bajo las órdenes de John Halstead Coe, realizando una campaña de corso sobre las costas brasileras. De regreso de la exitosa campaña fue ascendido a alférez el 24 de octubre de ese año.
En 1828 fue ascendido a subteniente y estudió dibujo en la Universidad de Buenos Aires con el profesor italiano Pablo Caccianiga.
En noviembre de 1829 era segundo al mando de la Cañonera N.º  6, integrada a la escuadrilla que al mando de Leonardo Rosales operó en el río Paraná. Participó de la campaña del Colastiné y asistió a las acciones del Rosario, Rincón, San Pedro y al desembarco efectuado por el coronel Isaac Thompson en el Carcaraña.
En octubre volvió al General Rondeau, entonces al mando de Antonio Toll, realizando un viaje a Carmen de Patagones participando de la defensa de esa ciudad asediada por más de 2000 indios a las órdenes de los caciques Chañil, Lucopel y Calelú.
En 1830 estableció la ayudantía del Puerto de la Boca del Riachuelo, operando desde la goleta Maldonado hasta abril de 1834 cuando fue nombrado comandante del lanchón Patriota integrando la escuadrilla que al mando del coronel Tomás Espora había sido destinada a la defensa de la provincia de Corrientes ante un probable ataque paraguayo.
A fines de ese año, al reclamar sus sueldos atrasados al coronel Antonio Rojo este le mostró la liquidación donde por órdenes del gobernador Juan Manuel de Rosas se había marcado su nombre con la instrucción de "no pagar". Irritado, solicitó de inmediato la baja del servicio que le fue otorgada sin dilación el 24 de enero de 1835. Retirado del servicio con sólo 23 años, se dedicó a la pintura y se convirtió en uno de los miembros del Club de los Cinco, en la línea de la Asociación de Mayo. En 1837, en ocasión de inaugurar el Salón Literario, Marcos Sastre dijo de los trabajos de Somellera, así como de la obra de Fernando García del Molino, Carlos Morel y Marcelino Saint Arroman "presiento que de todos ellos se gloriará algún día la nación".
En junio de 1839 participó de la revolución de Ramón Maza contra Juan Manuel de Rosas.
Continuó oponiéndose secretamente al gobierno de Rosas. Dibujaba láminas para un periódico opositor que se publicaba en Montevideo, el Muera Rosas, y distribuía los ejemplares del mismo y del Grito Argentino en la ciudad de Buenos Aires junto al suizo Félix Tiola hasta que el 30 de noviembre de 1839 se enteró de que su compañero había sido detenido.
Somellera avisó a un amigo común, Manuel Bustillo, para que se escondiera. El 1 de diciembre recibió la noticia de que Tiola había sido fusilado y pocos días después de que Bustillo había sido detenido y golpeado en el Hueco de los Sauces hasta darlo por muerto, por lo que se resolvió a emigrar.
Refugiado en la chacra de Diego Martínez en las barrancas de San Isidro junto al coronel Blas Pico, Benito Carrasco y Juan Fernández espero diez días en un monte un bote de marineros franceses que lo condujera a Colonia del Sacramento. Finalmente José María Ochagavía pasó a buscarlos pero por falta de caballada Somellera decidió quedarse un día más. Sus compañeros consiguieron emigrar pero Ochagavía no pudo volver a tiempo y un par de días después por hambre y sed Somellera regresó a su casa en Sarmiento y San Martín.
Contra lo que suponía, no fue detenido y pocos días despupes Carlos Atkinson le avisó de que estaba organizada una nueva fuga. El 3 de abril de 1840 su amigo Samuel Halle pasó a buscarlo y esa noche catorce hombres disfrazados con atados de ropa que cuelgan de sus bastones como linyeras, entre los cuales se encontraban el general José María Paz, el doctor José Barros Pazos, José María Bustillo, Sebastiani, Pirán, los hermanos Romerco, los Mamierca, Cantilo y el mismo Somellera se dirigieron a la costa para abordar una ballenera. Siendo una noche oscura y con sobrepreso no conseguían moverse. El patrón del pequeño buque no tenía brújula, no quería tirar la carga de galletas que transportaba y no conseguía ubicar la salida al río por lo que Somellera tomó el mando.
Mientras el patrón del buque y los fugados se emborrachaban y cantaban a gritos contra Rosas, ante la desesperación de Paz y Barros Pazos, Somellera consiguió llevar lentamente el buque y a las dos de la mañana alcanzaron al buque francés Aleeméne, con el cual al día siguiente partieron a Colonia.
Efectuó numerosos viajes de correo al servicio de la oposición a Rosas entre Colonia y Montevideo y en mayo de 1840 condujo a Entre Ríos tropas de refuerzo para el ejército de Juan Lavalle.
Meses más tarde al mando de la goleta Julia transportó pertrechos para la Revolución del Sur y en 1841 se enroló como teniente en la segunda compañía de la Legión Argentina comandada por José María Albariño. Durante ese tiempo continuó publicando sus dibujos, tanto caricaturas de Rosas como retratos de personajes de la época (Esteban Echeverría, Fructuoso Rivera, Pedro Ferré).
Luchó en el Sitio de Montevideo y en 1844 se hizo cargo del flanco izquierdo de las líneas de defensa. En 1845 fue promovido a sargento mayor, pero siguió a Paz al Brasil y a Corrientes, para nuevamente partir en 1846 con Paz al exilio en Río de Janeiro. Sobrevivió al comienzo vendiendo dulces y masas confitadas que se fabricaban en casa del general y en 1847 como retratista.
En 1849 resolvió regresar a Buenos Aires, mientras su hermano Andrés Somellera permanecía en Río como secretario de la legación del Uruguay. En la ciudad natal vivió aprovechando sus estudios de arquitectura y efectuando obras públicas. Ante gestiones para que pasara al servicio de la marina de la Confederación, Somellera procuró evitarlo y en carta a su hermano expresaba "que me dejen asfaltar medio Buenos Aires y no se acuerden de mí es cuanto deseo".
Después de la batalla de Caseros transportó de regreso a bordo de las goletas Maipú y Santa Clara a muchos de los emigrados en Montevideo y el 3 de noviembre de 1852 fue nombrado comandante de la escuadrilla enviada contra la provincia de Entre Ríos transportando la expedición de los generales Hornos y Madariaga.
Tras el fracaso de la campaña, regresó a Buenos Aires en momentos en que estallaba el movimiento de Hilario Lagos y el consiguiente sitio de Buenos Aires. Somellera fue encargado de intentar evitar la llegada de pertrechos por las costas a  los rebeldes.
Pasó a servir en la Capitanía de Puertos y durante el sitio comandó la primera sección de artillería
En 1854 al mando del bergantín goleta Maipú operó en el río Salado
El 4 de octubre de 1855 fue promovido a oficial 1.º de la Capitanía del Puerto y en 1856 fue nombrado segundo de ese organismo. Ascendido a sargento mayor, en 1858 estuvo al frente de la Marina del Estado de Buenos Aires y en 1859 fue puesto al mando del bergantín Riobamba participando del breve combate frente a San Nicolás de los Arroyos en ocasión de la evacuación de las tropas vencidas en Cepeda.
Fue designado fiscal de la Marina e inspector de los buques en desarme, y en 1862 fue ascendido a teniente coronel y actuó como oficial 2.º en la Capitanía del Puerto. Actuó durante la guerra de la Triple Alianza en el aprovisionamiento del ejército de operaciones, obteniendo el ascenso a coronel graduado el 6 de junio de 1867.

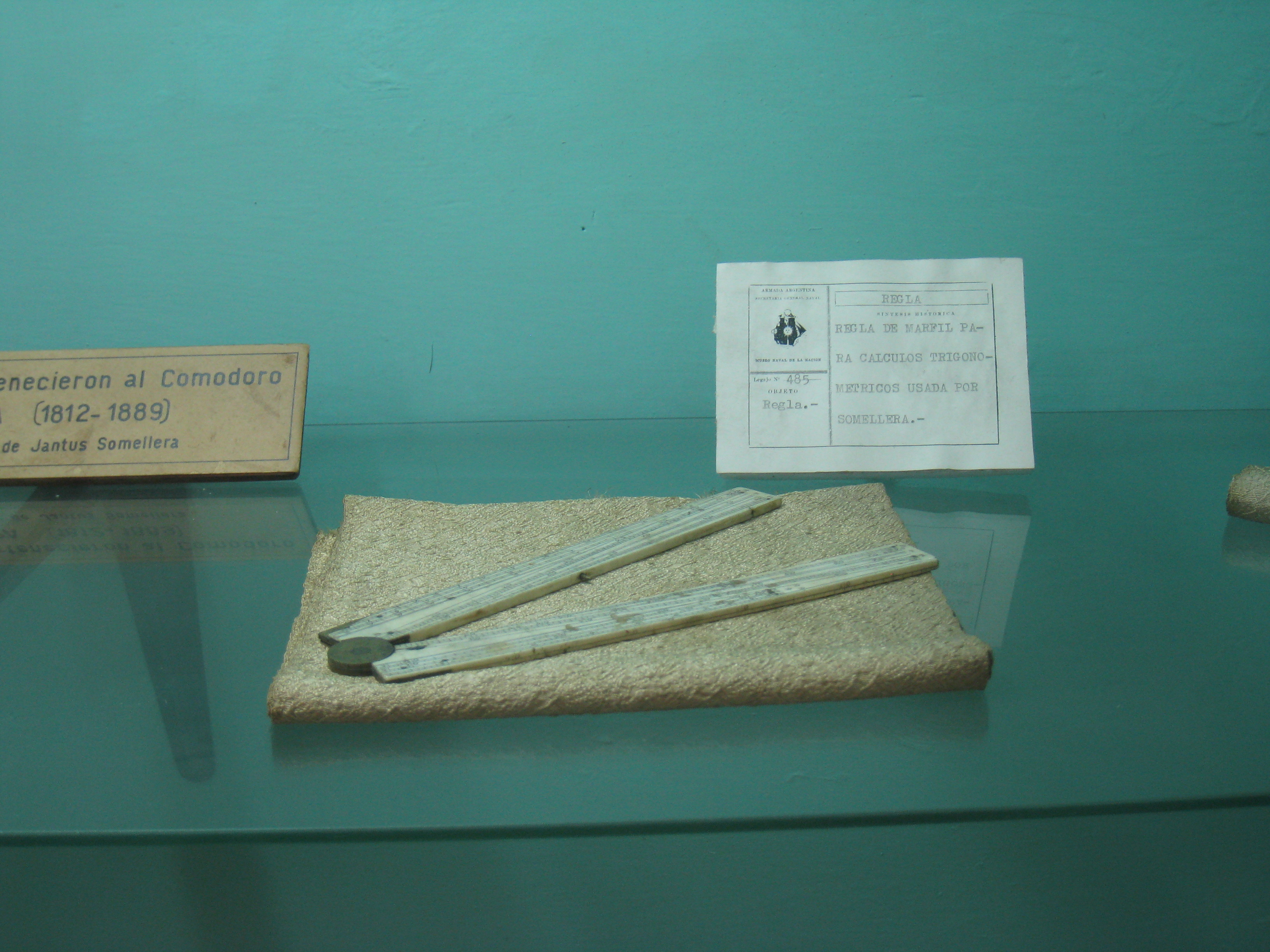
Regla de cálculo usada por Somellera.

En 1872 objetó los proyectos para extender el malecón del puerto de Buenos Aires presentados por el ingeniero Juan Federico Bateman y en 1877 elevó un estudio propio sobre la materia.
El 6 de diciembre de 1880 fue nombrado comandante del vapor General Brown y director de la Escuela Naval Militar que funcionaba desde su creación en 1872 a bordo del navío, surto entonces en el río Luján. Su segundo, teniente de navío Carlos Beccar, dijo de él que "La influencia moral que ejercía y especialmente el espíritu de justicia constituyeron la piedra angular donde reposó el acatamiento consciente de sus subalternos"
El 21 de junio de 1881 fue puesto al frente del Estado Mayor General.
En 1882 fue promovido a coronel efectivo y el 30 de septiembre de 1887 a comodoro.
Falleció en la ciudad de Buenos Aires el 14 de noviembre de 1889.
Casó con Brígida Martínez y Ximénez con quien tuvo dos hijos, María Somellera Martínez y Pedro Somellera Martínez.
Algunos de sus óleos son Combate del 30 de julio de 1826, Cadáver del coronel Neira expuesto en la batería Cagancha y Desembarco del general Lavalle en el Puerto de Landa en 1839, que fue considerado por sus contemporáneos uno de los más fieles retratos del general unitario.
Publicó también La Tiranía de Rosas, recuerdos de una víctima de la mazorca, y Memorias de un guardiamarina en la guerra con el Brasil.